# Ahuy
Ahuy é uma comuna francesa na região administrativa da Borgonha-Franco-Condado, no departamento de Côte-d'Or. Estende-se por uma área de 6,42 km². Em 2010 a comuna tinha 1 362 habitantes (densidade: 212,1 hab./km²).